# Vallagyris
Vallagyris là một chi bướm đêm thuộc họ Noctuidae.